# VT-72M4 CZ
Vyprošťovací tank VT-72M4 CZ je speciální obrněné pásové vozidlo postavené na podvozku tanku T-72M4 CZ. Jedná se o českou komplexní modernizaci sovětského vyprošťovacího tanku VT-72B na úroveň kompatibilní s tanky T-72M4 CZ a T-72M4 CZ-W. Je určen k vlečení havarované nebo poškozené techniky v různých terénech, k vyprošťování zapadlých, zavalených, převrácených a utopených vozidel, k provádění nezbytných terénních úprav v souvislosti s vyprošťováním a k poskytování technické pomoci posádkám poškozených vozidel.
Všechny modernizované tanky jsou ve výzbroji 73. tankového praporu v Přáslavicích ze 7. mechanizované brigády Armády České republiky, který používá modernizované tanky T-72M4 CZ. Tyto tanky se vyznačují výrazně vyšší celkovou bojovou efektivností v porovnání s běžným tanky T-72M, avšak celá řada úprav zvýšila jejich hmotnost o 6,5 t. Běžné vyprošťovací tanky VT-72B tak měly problém jednak táhnout, jednak s nimi udržovat operační tempo. Byla proto objednána přestavba třech kusů na verzi označenou jako VT-72M4 CZ. Vozidlo v roce 2007 úspěšně absolvovalo vojskové zkoušky a ještě koncem téhož roku byly armádě dodány všechny tři kusy. Finanční prostředky vyčleněné na modernizaci měly údajně pocházet z úspor, kterých se podařilo dosáhnout při dodávkách tanků T-72M4 CZ.

## Modernizace

### Pohyblivost
Tank obdržel úplně nový pohon od izraelské firmy Nimda, který se skládá z britského motoru Condor CV12 1000 TCA od firmy Perkins (Caterpillar). Použita je převodovka Allison Transmission XTG-411-6 vyvinutá v USA. Je plně automatická a nabízí čtyři převody pro jízdu vpřed a dva pro jízdu vzad a má shodné diagnostické vnitřní vybavení. Motor dosahuje výkonu 746 kW (1000 koní) a je kontrolován systémem elektronického řízení a vnitřním monitorovacím, ochranným a diagnostickým systémem. Nový pohon si vyžádal změnu zadní části vozidla, kde stávající byla odříznuta a nahrazena jinou s dostačujícím místem pro novou pohonnou jednotku. O chlazení se stará systém od britské společnosti Airscrew Howden. Stroj obdržel také nové pásy s pryžovými patkami. Úprav se dočkalo i ovládací ústrojí a přístrojová deska řidiče.

### Ochrana
Byly namontovány bloky přídavné dynamické ochrany (shodné s T-72M4 CZ), které tak výrazně posílily pasivní a balistickou ochranu prostoru pro dvoučlennou osádku. Z bojového tanku T-72M4 CZ využívá vyprošťovací tank i další vybavení. VT-72M4 CZ je také nově vybaven trojicí barevných kamer, což umožňuje osádce sledovat situaci mimo vozidlo. K dalšímu vybavení patří protipožární zařízení, tepelné zadýmovací zařízení a zařízení k ochraně proti účinkům zbraní hromadného ničení.

### Vybavení
Vyprošťovací tank je vybaven otočným jeřábem s nosností 19 t, hlavním navijákem s tažnou silou 300 kN (přes dvě kladky až 900 kN), pomocným navijákem s tažnou silou 10 kN (pracovní délka lana 400 m), cívkovou soupravou s tažnou silou 200 kN (pracovní délka lana 200 m) a příďovou 3,66 m širokou radlici o výkonu 123 m³ a tažné vybavení, které je stejné jako u originálního VT-72B. Nákladová plošina unese 4 000 kg.

### Výzbroj
Výzbroj tvoří protiletadlový kulomet NSVT (12,7×108 mm) se zásobou 600 kusů munice. Součástí výzbroje posádky jsou útočné pušky 805 BREN se zásobou 360 kusů munice, 2 protitankové střely RPG-75, 9 ručních granátů F-1 a 4 ruční dýmové granáty.

## Modernizace tanků VT-72M4 CZ pro Armádu České republiky
Dne 14. září 2020 byla uzavřena smlouva s VOP CZ na modernizaci 27 bojových tanků T-72M4 CZ, 3 velitelských tanků T-72M4 CZ-W a 3 vyprošťovacích tanků VT-72M4 CZ.
Modernizace zahrnuje záměnu zastaralých komponentů systému řízení palby a instalaci amerických radiostanic od společnosti HARRIS. Subdodavateli jsou společnosti Mesit, Delinfo, které zajištují moderní vnitřní komunikační zařízení a datové spojení, společnost Kidde-Deugra zajištuje zhodnocení protipožárního zařízení, firma Leonardo zajišťuje systém řízení palby (poz. VT-72M4 CZ neobsahuje pozici střelce). Celková hodnota zakázky činí 1,098 miliardy Kč včetně DPH.
Z důvodu vyjednávání se hodnota zakázky mohla zvýšit až na 1,8 miliardy Kč bez DPH, ale nakonec bylo rozhodnuto o zajištění modernizace systému řízení palby, komunikačních a navigačních systémů a protipožárního systému, zatímco pohonné jednotky budou nadále servisovány standardním pozáručním servisem.
Dokončení projektu se posunulo na rok 2025.